# Acer fenzelianum
Acer fenzelianum é uma espécie de árvore do gênero Acer, pertencente à família Aceraceae.